# Padronagem
Padronagem é o estudo e representação dos modos de entrelaçamento e desenhos de in-lay, tendo formas de representação diferentes para cada tipo de tecimento. Por extensão (embora não seja entrelaçamento) estampas repetitivas também o são considerado.
No caso dos tecidos de cala temos uma matriz retangular ou quadrada que nos informa quais pontos foram tomados ou deixados (as duas possibilidades para este tipo tecimento)
Temos como padrões simples:
- Tela
- Sarja Ligamento sarja
- Cetim

Temos como padrões derivados:
- Panama, reps, canele
- sarjas multiplas

E compostos:
- Jacquard
- Matelasse

No caso da malharia temos uma uma matriz de pontos onde se desenha o entrelaçamento das malhas (nas suas três possibilidades, formando, retendo ou fora de trabalho) e a forma de programação dos excentricos ou corrente de elos (no caso das maquinas de urdume). Na malharia de trama tem a necessidade além de se programar os excêntricos, programar-se a disposição das agulhas de top, pé ou talão alto contra a de top baixo. Não necessário aquelas que tem dispositico jacquard avançado. Na malharia de urdume não a necessidade de programação das agulhas, mas nas Raschel temos a programação do in-lay (schuss) que no entremeio da Renda (tecido) faz o desenho.